# Hertig av Edinburgh
Hertig av Edinburgh är ett pärskap som flera gånger utdelats inom det brittiska kungahuset sedan 1700-talet. Titeln har skapats flera gånger sedan 1726. 
Den nuvarande hertigen av Edinburgh, sedan 2023, är prins Edward, hertig av Edinburgh, yngste bror till Charles III.

## Titelns historia
Titeln skapades för första gången den 26 juli 1726, som en adelstitel i Storbritannien. Den gavs av kung Georg I till hans sonson prins Fredrik Ludvig, som också blev prins av Wales året efter. Vid Fredriks död, ärvdes titeln av äldste sonen, prins Georg. När denne blev kung Georg III, återgick hertigtiteln till kronan. 
Kung Georg III återupplivade titeln 19 november 1764 för sin yngre bror prins William, där hela titeln var "av Gloucester och Edinburgh". Titeln ärvdes vidare till hertigen av Gloucester och Edinburghs ende sonen, William Frederick, som dog utan manlig arvinge, vilket gjorde att titeln återgick till kronan.
Drottning Viktoria återskapade titeln 24 maj 1866 till sin andre son prins Alfred. Alfred dog utan manlig bröstarvinge år 1900, varpå titel återgick till kronan. 
Titeln skapades en fjärde gång av Georg VI 19 november 1947, för hans blivande svärson, löjtnant Philip Mountbatten. Hertigen av Edinburgh gifte sig med prinsessan Elizabeth dagen efter. Efter giftermålet, men före hennes trontillträde i februari 1952, var prinsessan Elizabeth ofta benämnd som hertiginnan av Edinburgh. 
När prins Philip avled i april 2021 ärvde sonen prins Charles titeln. I samband med att han blev kung i september 2022 återgick titeln till kronan.
Kung Charles III återskapade titeln 10 mars 2023 för sin yngste bror, Prins Edward, earl av Wessex. Till skillnad från tidigare gånger är hertigtiteln som skapades 2023 inte ärftlig.

## Hertigar av Edinburgh

### Hertig av Edinburgh, (1726–1760)
Sidotitlar: Marquess of the Isle of Ely; earl av Eltham; viscount av Launceston; baron av Snowdon.
- Prins Fredrik, hertig av Edinburgh (1707-1751)
- Prins Georg, hertig av Edinburgh (1738-1820) (blev kung 1760)

### Hertig av Gloucester och Edinburgh (1764–1834)
Sidotitlar: earl av Connaught.
- Prins Vilhelm Henrik, hertig av Gloucester och Edinburgh (1743-1805)
- Prins Vilhelm Fredrik, hertig av Gloucester och Edinburgh (1776-1834)

### Hertig av Edinburgh, (1866–1900)
Sidotitlar: earl av Kent; earl av Ulster.
- Prins Alfred, hertig av Edinburgh (1844-1900). Utsedd 24 maj 1866.[2]

### Hertig av Edinburgh (1947–2022)
Sidotitlar: earl av Merioneth, baron Greenwich.
- Prins Philip, hertig av Edinburgh (1921-2021) Utsedd 19 november 1947.[3]
- Prins Charles, hertig av Edinburgh (1947-). Dåvarande tronföljaren ärvde titeln i egenskap av äldste son efter faderns död 9 april 2021.[4] Han blev regerande kung efter moderns död 8 september 2022 och pärskapet uppgick då i kronan.[5]

### Hertigar av Edinburgh, (2023–)
- Prins Edward, hertig av Edinburgh (1964-). Utsedd 10 mars 2023.[6]